# Aligátor 2: Mutace
Aligátor 2: Mutace (v originále Alligator II: The Mutation) je americký hororový film z roku 1991. Režie se chopil Jon Hess. Hlavní role ve filmu ztvárnili Joseph Bologna, Dee Wallace, Woody Brown, Steve Railsback, Richard Lynch, Brock Peters a Bill Daily. Jedná se o sequel snímku Aligátor z roku 1980.
Ve filmu byly použity dva záběry z předchozího filmu: první při scéně z aligátorova hnízda (záběr na jeho otevírající se oko) a druhý po scéně, kdy Hodges konstatuje, že si není jistí, jestli aligátora zabil (záběr na aligátora, jak prochází kanalizací).

## Děj
V úvodní scéně filmu se aligátor dostává se do městského kanalizačního systému, kde je dobře živen zbytky zvířat z pokusných laboratoří firmy Future Chemicals, nelegálně používající přípravky podporující vzrůst.
Ve městě se tou dobou chystají velké oslavy, na které má přijet tisíce návštěvníků. Tyto oslavy organizuje Vincent 'Vinnie' Brown (Steve Railsback), šéf společnosti Future Chemicals, jenž se snaží získat pozemky kolem jezera, aby zde mohl vybudovat obrovský zábavní park. Při přípravách jednoho dne zmizí dva rybáři. Záhy je nalezena část lidské končetiny. Odborníci dojdou k závěru, že takovou hrůzu mohl způsobit jen abnormálně velký aligátor. Krátce nato začnou mizet místní bezdomovci, žijící u kanálových výpustí a u jezera.
Město si proto najme pětičlennou skupinu lovců aligátorů pod vedením Hawka Hawkinse (Richard Lynch). Po několika nezdařených pokusech o jeho likvidaci, při kterých je zabito několik mužů, se starosta Anderson (Bill Daily) a šéf policie Speed (Brock Peters) rozhodnou zrušit plánované oslavy. To však nemůže Brown dopustit, proto nechá oba muže zlikvidovat.
Mezitím se detektiv David Hodges (Joseph Bologna) se svým parťákem Harmonem (Woody Brown) a Hawkinsem snaží zlikvidovat aligátora všemi dostupnými prostředky. Aligátor ale nemá o muže zájem. Místo toho se rozhodne, že přeruší Brownovi velkolepé oslavy.

## Obsazení
- Joseph Bologna – (David Hodges)
- Dee Wallace – (Christine Hodges)
- Richard Lynch – (Hawk Hawkins)
- Woody Brown – (Rich Harmon)
- Holly Gagnier – (Sheri Anderson)
- Bill Daily – (starosta Anderson)
- Steve Railsback – (Vincent 'Vinnie' Brown)
- Brock Peters – (Speed)
- Trevor Eyster (v titulkách uveden jako Tim Eyster) – (J.J. Hodges)
- Voyo Goric – (Carmen)
- Kane Hodder – (Billy Boy)
- Ramon Estevez – (Pedro)
- Professor Toru Tanaka – (wrestler)